# Euchloron nuristana
Euchloron nuristana är en fjärilsart som beskrevs av Edward P. Wiltshire 1958. Euchloron nuristana ingår i släktet Euchloron och familjen svärmare. Inga underarter finns listade i Catalogue of Life.